# Jan Kleyna
Jan Kleyna (født 14. maj 1970) er en britisk astronom som arbejder på University of Hawaii Institut for astronomi. Hans primære interesse er indenfor galaksedynamik og han har sammen med David C. Jewitt arbejdet med at udvikle koder til real-time opdagelse af bevægelige objekter såsom jovianske satelitter. Han har ligeledes været med til at opdage flere af Saturns måner.